# Holt-Nunatak
Der Holt-Nunatak ist ein markanter und 830 m hoher Nunatak an der Nordenskjöld-Küste des Grahamlands auf der Antarktischen Halbinsel. Er ragt am Nordostufer des Larsen Inlet auf.
Vermessungen des Falkland Islands Dependencies Survey zwischen 1960 und 1961 dienten seiner Kartierung. Das UK Antarctic Place-Names Committee benannte ihn 1964 nach der Holt Manufacturing Company aus Stockton, die 1906 mit der kommerziellen Herstellung von Kettenfahrzeugen begann und aus der später die Firma Caterpillar hervorging.